# Bonifácio de Tarso
Bonifácio de Tarso foi, segundo a lenda, executado por ser cristão no ano de 307 em Tarso, na Cilícia, para onde ele havia ido para trazer de volta para Roma relíquias de mártires para sua senhora, uma matrona romana conhecida como Aglaida (ou Aglaia ou Aglaé).

## Biografia
Bonifácio era um dos escravos de Aglaida. Ambos eram pagãos e viviam juntos ilegalmente, como amantes segundo algumas versões. Cansados desta vida, descobriram o cristianismo e Aglaida decidiu enviar Bonifácio numa missão para coletar relíquias sagradas. Iniciada sua viagem, Bonifácio soube, ao chegar em Tarso, que as autoridades locais estavam torturando cristãos e resolveu se declarar um deles para que seu próprio corpo, quando levado de volta à sua senhora, se transformasse nas tão desejadas relíquias. Aglaida se converteu logo depois.
Em sua memória, ela construiu uma igreja, a moderna igreja de Santi Bonifacio e Alessio, distribuiu todas as suas riquezas aos pobres e viveu num convento pelos dezoito anos seguintes. Conta a lenda que ela recebeu ainda o dom de exorcizar maus espíritos.
A Igreja Ortodoxa celebra os dois em 19 de dezembro como "Mártir Bonifácio em Tarso na Cilícia e a justa Aglaida de Roma".
No século XII, o nome de Bonifácio (sem Aglaida) foi incluído em 14 de maio no Calendário Romano Geral no nível mais baixo das festas litúrgicas ("simples"). Em 1955, o papa Pio XII reduziu a celebração a uma simples comemoração dentro da missa ferial (veja Calendário Romano Geral do papa Pio XII). Por causa da natureza completamente lendária da história, a revisão de 1969 do Calendário Romano Geral acabou por remover completamente a menção deste Bonifácio, que também já não aparece entre os nove santos com este nome no Martirológio Romano.